# رايموند روبنسون (دراج)
رايموند روبنسون (بالإنجليزية: Raymond Robinson)‏ مواليد 3 سبتمبر 1929 في جوهانسبرغ، هو دراج جنوب أفريقي. شارك في دورة الألعاب الأولمبية الصيفية وفاز بميدالية أولمبية فضية وأخرى برونزية.

## الميداليات
| الميدالية | المسابقة                       |
| --------- | ------------------------------ |
| فضية      | الألعاب الأولمبية الصيفية 1952 |
| برونزية   | الألعاب الأولمبية الصيفية 1952 |

## روابط خارجية
- رايموند روبنسون على موقع أرشيف الدراجات (الإنجليزية)
- رايموند روبنسون على موقع اللجنة الأولمبية الدولية (الإنجليزية)
- رايموند روبنسون على موقع أوليمبيديا (الإنجليزية)